# Theater heute
Theater heute ( literal, Teatro hoy ) es una revista mensual en lengua alemana centrada en el teatro y los espectáculos audiovisuales. La revista, fundada en 1960, se edita en Berlín.

## Historia
Theatre Heute fue fundada en el verano de 1960,  impulsada por los críticos Erhard Friedrich y Henning Rischbieter.  Con aparición mensual, se edita en los talleres de Friedrich Berlin Verlag GmbH, con sede en Berlín.  Por regla general, contiene artículos sobre estrenos teatrales en Alemania y en otros países próximos, aunque también incluye entrevistas o críticas teatrales. Es una de las publicaciones alemanas que defendió la obra de autores como Samuel Beckett, del que editó sus obras traducidas al alemán.
El cofundador de la revista, Henning von Rischbieter, fue también su editor jefe. Peter von Becker también trabajó como redactor jefe de Theater heute a finales de la década de 1980.